# رئیس‌جمهور افغانستان
رئیس‌جمهوری اسلامی افغانستان، از نظر قانون اساسی رئیس کشور و رئیس حکومت جمهوری اسلامی افغانستان (۲۰۰۴—۲۰۲۱) و فرمانده کل نیروهای مسلح افغانستان بود. در پی هجوم طالبان در سال ۲۰۲۱ و سقوط پایتخت کابل، اشرف غنی رئیس‌جمهور سابق در ۱۵ اوت ۲۰۲۱ از افغانستان به تاجیکستان گریخت. پس از فرار غنی از کشور، طالبان ارگ را اشغال کردند. دو روز بعد امرالله صالح معاون اول رئیس‌جمهور خود را بر اساس مادهٔ ۶۷ قانون اساسی افغانستان رئیس‌جمهور موقت اعلام کرد.

## تاریخچه
اولین رئیس‌جمهور افغانستان ژنرال محمد داوودخان در سال ۱۹۷۳ بود که قدرت پادشاهی را از پسر کاکایش (پسرعمویش) محمد ظاهر شاه در یک کودتای غیرخشونت‌آمیز گرفته بود. او در سال ۱۹۷۸ توسط اعضای حزب دموکراتیک خلق افغانستان ترور شد و نورمحمد تَرَکی به عنوان رئیس‌جمهور مقرر گشت. در طول دهه ۸۰ و ۹۰ میلادی، کشور توسط چندین رئیس‌جمهور مختلف اداره می‌شد که شامل حفیظ‌الله امین، ببرک کارمل، محمد نجیب الله و برهان‌الدین ربانی همراه با بسیاری دیگر می‌شدند.

## قدرت
قانون اساسی افغانستان به رئیس‌جمهور به عنوان رئیس دولت، قدرت‌های بسیار زیادی در زمینه‌های نظامی و مقننه اعطا کرده است. همین کار موضوع بحث‌های جنجالی از سوی لویه جرگه در دسامبر ۲۰۰۳ بود. اگرچه آنها از سوی دولت موقتی و پشتیبان‌های غربی حامد کرزی به عنوان کسانی که می‌توانند امنیت را تأمین کرده و در ثبات افغانستان نقش داشته باشند دیده شدند.

## انتخابات‌های دیگر
- انتخابات ریاست جمهوری افغانستان - ۲۰۰۴
- انتخابات ریاست جمهوری افغانستان - ۲۰۰۹
- انتخابات پارلمانی افغانستان - ۲۰۱۰
- انتخابات ریاست‌جمهوری افغانستان (۱۳۹۳)